# František Dvorník

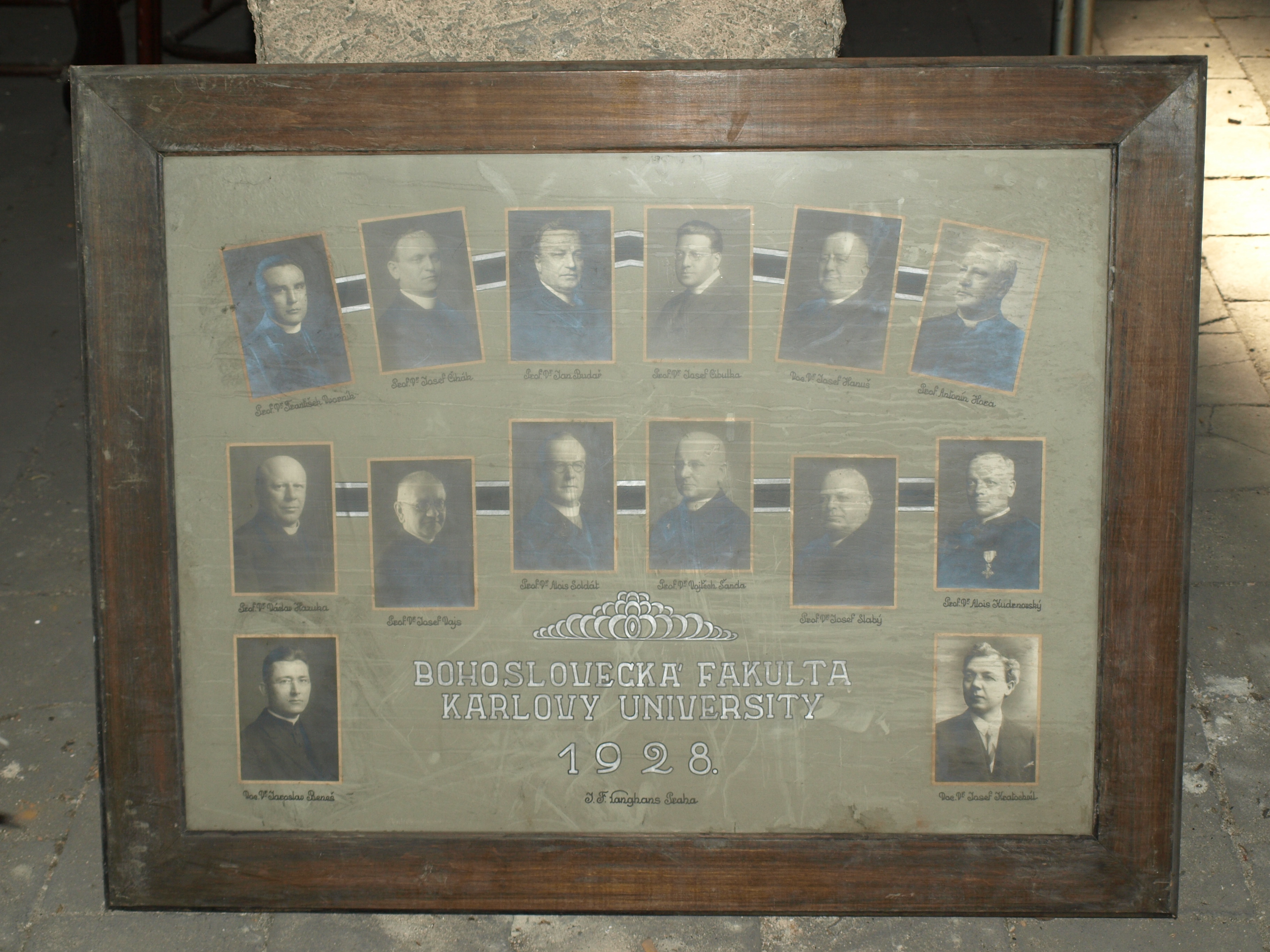
Prof. Dr. František Dvorník na tablu vyučujících bohoslovecké fakulty Karlovy univerzity v roce 1928. Jeho univerzitními kolegy byli: Josef Čihák, Jan Budař, Josef Cibulka, Josef Hanuš, Antonín Hora, Václav Hazuka, Josef Vajs, Alois Soldát, Vojtěch Šanda, Josef Slabý, Alois Kudrnovský, Jaroslav Beneš a Josef Kratochvil

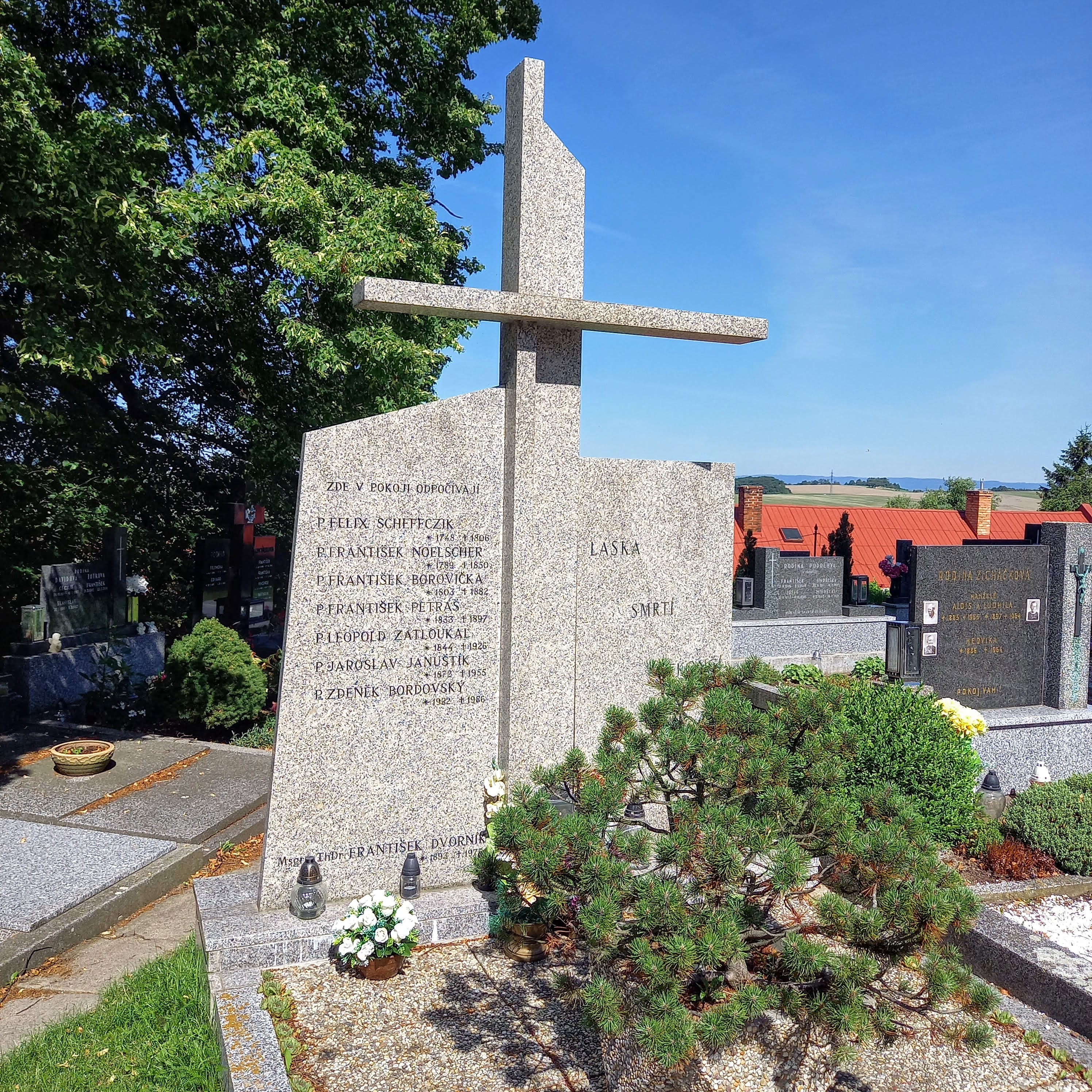
Hrob - hřbitov Bílavsko

František Dvorník (14. srpna 1893 Chomýž — 4. listopadu 1975 Chomýž) byl moravský kněz a historik, nejvýznamnější český byzantolog.

## Život
Po absolvování Arcibiskupského gymnázia v Kroměříži studoval na katolické bohoslovecké fakultě v Olomouci, kde byl po dokončení studia v roce 1916 vysvěcen na kněze. Jako kněz krátce působil v Bílovci a ve Vítkově. Potom pokračoval ve studiích v Praze, odkud odešel do Paříže, kde studoval několik oborů současně. V roce 1926 získal na Sorbonně doktorát filosofie.
Po návratu do Československa se v roce 1927 habilitoval a v roce 1928 se stal profesorem církevních dějin na Katolické teologické fakultě Univerzity Karlovy v Praze. Byl jedním ze zakladatelů Slovanského ústavu v Praze a spoluzaložil i vědeckou revui Byzantinoslavica. Za druhé světové války přednášel v Collège de France a na École des Hautes Études v Paříži. Od roku 1948 až do roku 1965 působil jako profesor byzantologie v Dumbarton Oaks Center na Harvardově univerzitě.
Patřil k světově uznávaným byzantologům. Velmi významné jsou jeho práce o patriarchovi Fotiovi, které přispěly k pochopení a rehabilitaci této významné osobnosti. Během svého života byl oceněn velkým množstvím poct a čestných doktorátů předních světových univerzit (Paříž, Londýn). Zemřel 4. listopadu 1975 během svého pobytu v Československu a byl pochován v rodinné hrobce na hřbitově v Bílavsku pod Hostýnem. V roce 1992 obdržel in memoriam Řád T. G. Masaryka III. třídy.

## Publikace
- Les Slaves Byzance et Rome au IXe siècle. Paris : Librairie Honoré Champion, Édouard Champion, 1926. 360 s.
- Život svatého Václava. Praha : Výbor jubilej. oslav, 1929. 85 s. 2. vyd. Praha : Dědictví Svatováclavské, 2001. 85 s. ISBN 80-902946-0-X.
- Les légendes de Constantin et de Méthode vues de Byzance. Prague : Commission byzantologique de l’Institut slave, 1933. 443 s.
- The photian schism : history and legend. Cambridge : Cambridge University Press, 1948. 503 s. (česky Fotiovo schizma : historie a legenda. Olomouc : Refugium Velehrad-Roma, 2008. 575 s. ISBN 978-80-86715-94-0.)
- The Making of Central and Eastern Europe. London 1948. 350 s. (česky Zrod střední a východní Evropy : mezi Byzancí a Římem. Praha : Prostor, 1999. 525 s. ISBN 80-7260-005-2. 2. vyd. Praha : Prostor, 2008. 525 s. ISBN 978-80-7260-195-0)
- The Slavs : their early history and civilization. Boston : American Academy of Arts and Sciences. Boston : American Academy of Arts and Sciences, 1956. 394 s.
- The idea of apostolicity in Byzantium and the legend of the apostle Andrew. Cambridge, MA : Harvard University Press, 1958. 342 s.
- Histoire des conciles. Paris : Seuil, 1962. 190 s.
- Byzance et la Primauté romaine. Paris : Les Éditions du Cerf, 1964. 160 s.
- Histoire des conciles : de Nicée à Vatican II. Paris : Seuil, 1966. 181 s.
- Se znamením kříže. Řím : Křesťanská akademie, 1967. 236 s.
- Svatý Václav dědic České země. Řím : Křesťanská akademie, 1968. 207 s.
- Byzantine Missions among the Slavs : SS. Constantine-Cyril and Methodius. New Brunswick, N.J. : Rutgers University Press, 1970. 484 s. (česky Byzantské misie u Slovanů. Praha : Vyšehrad, 1970. 393 s.)
- Origins of Intelligence Services: The Ancient Near East, Persia, Greece, Rome, Byzantium, the Arab Muslim Empires, the Mongol Empire, China, Muscovy . New York, 1974. (česky Počátky zpravodajských služeb : starověký Blízký východ, Persie, Řecko, Řím, byzantská říše, arabsko-muslimské říše, mongolská říše, Čína, Moskevské knížectví. Praha : Prostor, 2001. 401 s. ISBN 80-7260-056-7).
- Svatý Vojtěch, druhý pražský biskup. Řím : Křesťanská akademie, 1983. 99 s. 2. vyd. Olomouc : Matice cyrilometodějská, 1997. 71 s. ISBN 80-238-1831-7.